# NaturBornholm
NaturBornholm er et oplevelsescenter om Bornholms tilblivelseshistorie, natur og geologi. Det ligger ved Klintebakken i Aakirkebys sydlige udkant.
NaturBornholm blev indviet 16. maj 2000 af husets protektor, Prins Henrik og initiativtageren Birthe Juel-Jensen. Det er Bent Jørgensen (tidligere direktør for Zoologisk Have i København), der høres fortælle om Bornholms tidsrejse i det enorme stenhus. En lang række naturvejledere er knyttet til centeret. Det er den største turistsatsning på Bornholm, der er blevet til noget, og det kan være inspireret af Anders Nyborg og Jørn Utzons' storslåede planer til Naturama i Gudhjem. Den store stenbygning er tegnet af arkitekten Henning Larsen. NaturBornholm drives af den erhvervsdrivende fond NaturBornholm med Kim Kock-Hansen som direktør.
Bidragsydere har været
- Aakirkeby Kommune
- Bornholms Amt
- Arbejdsmarkedets Feriefond
- Friluftsrådet
- Sparekassen Bornholms Fond
- Folketingets Finansudvalg
- EU's Regionalfond Mål 5b
- Erhvervsministeriet
- Damgaard Data
- Wiedemanns legat
- Simon Spies Fonden
- Det Obelske Familiefond.

NaturBornholm-udstillingen fulgte en hvidbog udviklet af zoologen Peter Haase, nuværende direktør i NaturBornholm og geologen Jørn Waneck.
Udstillingen blev tegnet af designeren Christian Bjørn. Teamet bestod foruden designeren Christian Bjørn af scenografen Charlotte Bech og arkitekten Christian Teller. Udstillingsdesignet blev tildelt DD Visionspris 2000 af Dansk Design Center og var 2001 nomineret i kategorien Design og Art Direction (D&AD) i London.  
NaturBornholm er et af det statsstøttede videnspædagogiske aktivitetscentre.